# 弗拉基米尔·普利亚金
弗拉基米尔·弗拉基米罗维奇·普利亚金（羅馬化：Vladimir Vladimirovich Plyakin；1981年9月19日—）是俄罗斯政治人物，第八届国家杜马代表。
从萨马拉市管理学院毕业后，普利亚金在多家莫斯科公司担任过各种高级职位，包括发展集团和大陆集团。2017年至2021年，他担任与联邦政府当局互动部门的副主管。2021年9月起担任第八届国家杜马代表。

## 制裁
普利亚金于2022年因俄乌战争而受到英国政府制裁。